# آلبرت چهارم، کنت تیرول
آلبرت چهارم، کنت تیرول (انگلیسی: Albert IV, Count of Tyrol; ح. 1180 – ۲۲ ژوئیهٔ ۱۲۵۳)، کنت تیرول از سال ۱۲۰۲ تا زمان مرگش بود و وی آخرین کنت از خاندان اصلی تیرول بود که حکم می‌راند.